# طمارين أسود
طمارين أسود؛ طمارين أسود اليد (الأسم العلمي: Saguinus niger) هو نوع من طمارين يستوطن شرق البرازيل.

## الوصف
طمارين ذات اليدين السوداء أو طمارين الأسود هو من بين أصغر قرود الطمارين، حيث يزن حوالي 500 جرام. كما هو الحال مع طمارين الأخرى، تكون الأطراف الخلفية أطول من الأطراف الأمامية والإبهام غير قابل للاعتراض. باستثناء إصبع القدم الكبير، هناك مخالب على جميع الأصابع وأصابع القدم. يوجد ضرسين على كل جانب من الفك، ووجه الطمارين الأسود أصلع بشكلاً عام. الفراء ذو لون بُني داكن وله علامات أفتح في منطقة الظهر، على غرار طمارين ذهبي اليد، لكن بدون قدمين ذو لون برتقالي مُحمر وأيدي من ذلك النوع. كان يُعتبر الطمارين الأسود في السابق نوعًا فرعيًا من طمارين ذهبي اليد، لكن تم فصلها من ذالك الفرع.

## التوزيع والسكن
يقتصر النطاق الجغرافي لقرود طمارين السودا في مناطق كلاً من بارا، نهر ريو أمازوناس في الشمال، ونهر ريو توكانتين إلى الشرق، ونهر نهر شينجو حتى الغرب. وحتى وقت قريب تظهر في نهر غرادوس إلى الجنوب. تشير الدلائل الفوتوغرافية إلى وجود الطمارين الأسود في بلدة كونفريسا في المنطقة الشمالية الشرقية من ولاية ماتو جروسو، مما يزيد في النطاق الجغرافي لهذه الأنواع من القرود في الجنوب البرازيلي.
تشغل بعض القشيات مساحات صغيرة من الغابات في منطقتي تاباجوس وماديرا، لكن طمارين الأسود غائب عن هذه المناطق بسبب نقص الموارد الغذائية. ومع ذلك، يعتبر هذا النوع أكثر قدرتاً على العيش في موطنه الطبيعي من القشيات الأخرى.
الطمارين ذات اليدين السوداء هي قرود شجرية تفضل الغابة شبه النفضية لسهولة البحث عن الطعام والنمو الكثيف وهو غطاء للحيوانات المفترسة سواء الجوية أو البرية. بسبب إزالة الأحراج في شرق البرازيل، تعتمد الطمارين ذات اليدين السوداء بانتظام على موائل الغابات الثانوية المجزأة والمضطربة. وعلى الرغم من أن جزءًا كبيرًا من مظلات الغابات المشجرة قد تم تدميرها، فقد شوهدت أنواع من الطمارين السوداء تتحرك في جميع مستويات الغابة بداخل هذه المظلات، إلا أنها أكثر نشاطًا في الطبقات السفلية إلى الوسطى (من 5 إلى 15 مترًا) من الغابة.

## التصنيف
بناءً على تحليل الحمض النووي للميتوكوندريا، وُجد أن الطمارين الأسود يرتبط ارتباطًا وثيقًا بالسكان على نفس الجانب من نهر توكانتينس من الجانب الآخر، مما يدل على أن النهر يشكل حاجزًا فعالًا لتدفق الجينات. نتيجة الاختلاف الوراثي، وكذلك الاختلافات الطفيفة في لون القشور.
يُعتقد أن أقرب الأقارب الحية للطمارين الأسود هو الطمارين الأحمر.

## البحث عن الطعام
يستفيد هذا النوع من كل من الغابات الأولية والثانوية أثناء البحث عن الطعام، مع الحفاظ في المقام الأول على المظلات الشجرية وقضاء أقل وقت ممكن على الأرض. تعيش في نظامها الغذائي بشكل كبير على الفاكهة والثمار. خلال موسم الجفاف (من نوفمبر إلى يناير)، عندما تكون الفاكهة أكثر ندرة، يأكلون المفصليات مثل الجنادب والصراصير، ويأكلون صمغ اشجار باركيا بندولا ، وهي شجرة دائمة الخضرة. حتى خلال موسم الجفاف، تتوفر فواكه متعددة. وخلال موسم الأمطار، أكثر من 90 في المئة من النظام الغذائي هي الفاكهة الشتوية وهوما يصل إلى تسعة أنواع مختلفة من اشجار الفاكهة، بما في ذلك أصناف لبناتات الثمار المتعددة مثل باجاسا، سبوتة ثنائية التسنن وغيرها. يتم ابتلاع بذور العديد من هذه الفواكه والتغوط باستمرار. تلعب هذه العملية البيئية دورًا مهمًا في التوازن الطبيعي وتجديد الغابات المهددة بقطع اأشجارها.

## الحيوانات المُفترسة
نظرًا لصغر حجم قرد الطمارين الأسود، فهي تعتبر العديد من الحيوانات الأخرى مُفترسة لها. وتشمل الحيوانات المفترسة الطيور الجارحة النهارية، والثعابين، وأنواع القطط المختلفة بما في ذلك مارج والقط البري (أصلوت) ، وهي من الصيادين القادرة على تسلق الأشجار بمهارة. نظرًا لأن طمارين ذات اليدين السوداء لديها مفترسات جوية وبرية، فإنها تستخدم أي شجرة أو أوراق غليظة سميكة يمكن أن تصعد إليها والاختباء بها بشكل أكبر، وتحافظ على نظام نوم جماعي للحفاظ على الأمان أثناء الراحة خلال الليل.
يُعد الهيكل الاجتماعي لها بمثابة خط دفاع مهماً ضد أي حيوانات مُفترسة. بينما يتم قضاء جزء كبير من يومها بحثًا عن الطعام، فإن كل فرد يراقب الحيوانات المفترسة باستمرار ويستخدم الندداءات (الأصوات) لتنبيه عن وحدته الاجتماعية. على الرغم من أنه قد يتم إجراء عروض ترهيب (صرخات) اتجاه الحيوانات المفترسة أو للدفاع عن إقليمها، إلا أن الدفاع الأساسي لها هو الطيران. يعد جانب من بنيتها الاجتماعية وهو أمرًا مهمًا للبقاء على قيد الحياة، حيث لن يتمكن طمارين وحيد اليد من البحث عن المؤن ومراقبة الحيوانات المفترسة بأمان وفعالية بدونها.

## الاستنساخ

### سلوك التربية
يعيش طمارين ذو الايادي السوداء عادتاً في مجموعات عائلية ممتدة من 4 إلى 15 فرداً. على الرغم من أن مجموعاته قد تحتوي على أكثر من أنثى لكل مجموعة، إلا أن واحدة فقط عادتاً ما تتكاثر. الأنثى المهيمنة تقمع النشاط الإنجابي لبناتهن وغيرهن من الإناث المرتبطات داخل المجموعة الأسرية من حولها. نظرًا لأن بنات الإناث المهيمنات وغيرهن من الإناث المولودات والباقيات في المجموعة لا تميل إلى الإنجاب، لكن تصبح الإناث الناضجة جنسًيا قادرة على اتخاذ خياران، هما: إما العثور على مجموعة أخرى تسعى لأن تكون المهيمنة فيها أو البقاء في مجموعة الولادة (الأصلية). في الحالة الأخيرة، قد تصبح الابنة ذات يوم هي الأنثى المهيمنة، أو قد تتوقف عن الإنجاب. قد تتنافس الفتيات على دور الأنثى المهيمنة مع إخوتهن باسمرار. الأعضاء المرؤوسين لا يشاركون بشكل عام في التكاثر الجنسي.
يشارك جميع قرود الطمارين الأسود في تربية ورعاية الاحداث والصغار المجموعة باستمرار وبشكل جماعي وتشاركي، بمن فيهم الأعضاء غير الإنجابيين في المجموعة (التي قد يتراوح عدد أفرادها 20 عضوًا). ينسق أعضاء المجموعة ويعملون معًا للعثور على أغذية كافية للرضع والأحداث بشكل تعاوني ومتشارك. وعلى عكس العديد من مجموعات الأخرى التي توفر للأحداث كميات صغيرة من الطعام، فإن هذا النوع لديه نظام تكاثري وتعاوني يشارك فيه جزء كبير من الطعام مع الأحداث وصغار المجموعة. عندما يكون حجم المجموعة كبيرًا، فإن الرجل الذي يتكاثر عادةً يقضي وقتًا أقل في حضوره مع صغاره بسبب الجهد الجماعي العام. عندما يكون هناك ما يكفي من الطعام، وتوفر عدد كبير من نفس المجموعة أو كانت الأنثى المهيمنة على وشك الانتهاء من دورتها الإنجابية، فقد يتم السماح للإناث المتعددة بالإنجاب في نفس مجموعة، حتى لا تزداد حدة التنافس على الهيمنة في المجموعة.
وقد لوحظ عدد من الاختلافات في أنواع التزاوج لقرود طمارين الأسود وهي: الزواج الأحادي، تعدد الزوجات؛ تعدد الأزواج، أو كليهما.

### التكاثر مدى الحياة
يحدث البلوغ عند إناث الطمارين السوداء عادة بين 12 و 17 شهرًا من العمر، في حين أن بلوغ وإنتاج الحيوانات المنوية في الذكور يحدث بعد ذلك بقليل في حوالي 13 إلى 18 شهرًا. وقد لوحظ ولادة الرضع في كل من أوائل شهري يناير ومنتصف يوليو. عادةً ما ينتج هذا النوع من القرود (مثل كل القشيات) توائم، ولكن قد تتكون حالات من فقدان الرضع تصل إلى 2-4 منهم. تحدث التوائم والرباعيات عادة في الأسر والمجموعات المكتظة فقط. نمو الرضيع سريع جدا في هذه الصنف، ويصبح الرُضع مستقلين في غضون خمسة أشهر. يمكن للإناث الحمل مرة أخرى بعد أسبوعين إلى أربعة بعد الولادة من انجابهم السابق.

## الحفظ
يُصنّف الطمارين الأسود على أنه معرض للخطر من قبل الاتحاد الدولي لحفظ الطبيعة نتيجة لانخفاض تعدادهم بنسبة 30 ٪ على مدى السنوات الـ 18 الماضية، ومن المُرجح أن يصبح مُعرضًا للخطر إذا لم يتم اتخاذ تدابير الحفظ. نظرًا لأن التهديد الرئيسي للنوع يبدو أنه فقد موائل مُناسبة، يُعتقد أن الحفاظ على الموائل هو مفتاح بقاءها. تقع مجموعة الطمارين الأسود في واحدة من أكثر المناطق كثافة بالسكان في البرازيل، حيث قطع قدراً كبيراً من أشجار الغابات الأصلية، مما تسبب في انخفاض تواجده وتوافر الغذاء والنزوح من الحيوانات المُفترسة. ومع ذلك، فإن أنواع الطمارين ذو اليدين السوداء هي علّافات قابلة للتكيف يمكنها الاستفادة من الغابات الأولية والثانوية والمُسجَّلة، مما يزيد من نطاق الموائل المُحتملة. وهم موجودين في العديد من المحميات والغابات الوطنية التي يحظر فيها قطع الأشجار،  في وسط غرب البرازيل، وفي الجزء الجنوبي من مداها. لا يمكن لمُعظم أنواع الطمارين الأسود البقاء على قيد الحياة إلا في بقايا مناطق الغابات داخل الممتلكات الخاصة.